# 十八妖魔
十八妖魔是五四運動期間，文學家陳獨秀力推新文化，撻伐明、清十八位古文大家，怒稱之十八妖魔。說“此十八妖魔輩，尊古蔑今，咬文嚼字，稱霸文壇。”內容上“希榮譽墓，無病呻吟”，形式上“搖頭擺尾，說來說去，不知說些甚麼”。

## 名單

### 明朝
- 前七子：李夢陽、何景明、徐禎卿、康海、王九思、邊貢、王廷相
- 後七子：李攀龍、王世貞、謝榛、宗臣、梁有譽、吳國倫、徐中行
- 唐宋派：歸有光

### 清朝
- 桐城派三祖師：方苞、劉大櫆、姚鼐